# Maria Josepha van Saksen (1803-1829)
Maria Josepha Amalia (Dresden, 6 december 1803 – Madrid, 18 mei 1829) was een prinses van Saksen en koningin-gemaal van Spanje.
Prinses Maria Josepha werd geboren als de jongste dochter van prins Maximiliaan van Saksen, zoon van keurvorst Frederik Christiaan van Saksen, en van Carolina van Parma, dochter van hertog Ferdinand van Parma.
Ze trad op 20 oktober 1819 in Madrid in het huwelijk met koning Ferdinand VII van Spanje en werd daardoor de Spaanse koningin-gemalin. Hij was eerder al getrouwd geweest met prinses Maria Antonia van Bourbon-Sicilië en infante Maria Isabella van Portugal. Beiden waren gestorven. Maria Josepha stierf, tien jaar na het huwelijk. Ze was toen 25 jaar en nog altijd kinderloos. 
Koning Ferdinand hertrouwde na haar dood met prinses Maria Christina van Bourbon-Sicilië, dochter van koning Frans I der Beide Siciliën. 
Maria Josepha was een Dame in de Maria-Louisa-orde van Spanje.